# Brasilienskrika
Brasilienskrika (Cyanocorax cyanopogon) är en fågel i familjen kråkfåglar inom ordningen tättingar. Den förekommer endast i östra Brasilien. Arten minskar i antal, men beståndet anses vara livskraftigt.

## Utseende och läte
Brasilienskrikan är en stor skrika med lysande gula ögon och stela borstaktiga fjädrar i pannan. Ovan och under ögat syns blå fläckar som kontrasterar med svart ansikte. Liknande plyschtofsskrikan har blå nacke och större tofs på huvudet. Bland de många lätena hörs ett melodiskt och metalliskt "chyup-chyup".

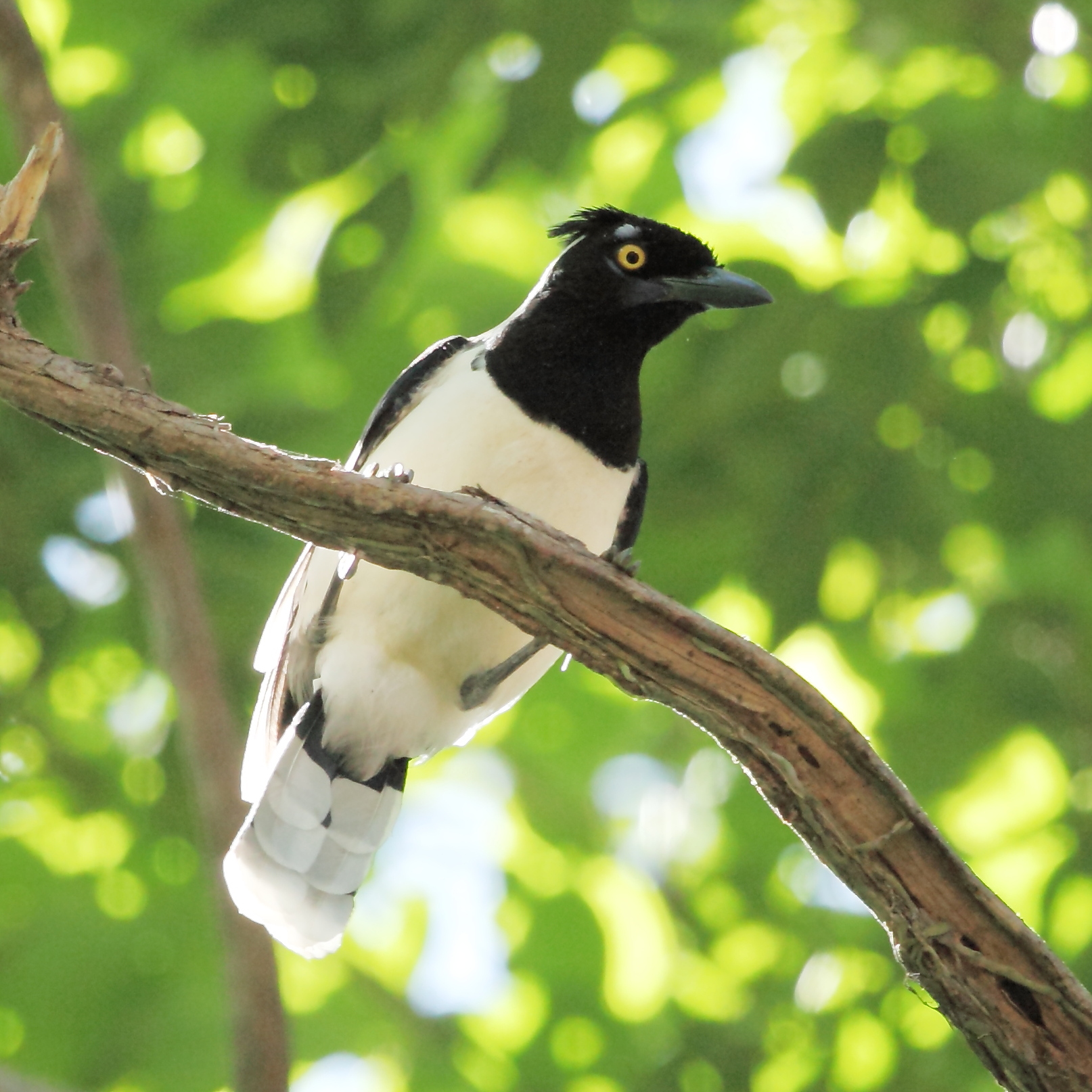

## Utbredning och systematik
Fågeln förekommer på högplatån i östra Brasilien (Pará till Minas Gerais och östra Mato Grosso). Den behandlas som monotypisk, det vill säga att den inte delas in i några underarter.

## Levnadssätt
Brasilienskrikan föredrar buskmarker och savann, men kan även hittas i flodnära skogar och ungskog. Där ses den vanligen i små ljudliga grupper.

## Status och hot
Arten har ett stort utbredningsområde, men tros minska i antal, dock inte tillräckligt kraftigt för att den ska betraktas som hotad. Internationella naturvårdsunionen IUCN listar arten som livskraftig (LC).